# Jao jezici
Jao jezici (Mien jezici), jedna od dviju glavnih skupina porodice mjao-jao koja zajedno sa skupinom mjao (ili hmong, miao) i malenom skupinom ho nte (koja obuhvaća samo jezik she [shx]), čini mjao-jao porodicu. Jao jezici dijele se na tri glavne podskupine, od kojih dvije biao-jiao (1) i zaomin obuhvaćaju po jedan jezik i mian-jin od (3) jezika, viz.: biao mon [bmt], iu mien [ium] i kim mun [mji]. 
Podskupina biao-jiao sastoji se od jezika biao-jiao mien [bje] i Zaomin od jezika dzao min [bpn]. Najznačajni među njima su iu mien s 818.635 govornika u Kini, Vijetnamu, Tajlandu i Laosu i kim mun s 374.500 govornika u Kini, Vijetnamu i Laosu.

## Vanjske poveznice
- Ethnologue  (14th)
- Ethnologue  (15th)